# Premonition Records
Premonition Records is een Amerikaans jazz-platenlabel. Het werd in augustus 1993 opgericht door de jazz-drummer Michael Friedman, die eerder in zijn carrière speelde met jazz- en blues-muzikanten als James Moody, Doc Cheatham, Clark Terry en een orkest van Gunther Schuller. Aanvankelijk bracht het label niet zoveel platen uit, maar na het succes van een plaat van zangeres Patricia Barber, "Modern Cool" (1994), kwamen er meer cd's. Musici wier werk op het label uitkwam zijn naast Barber onder meer Von Freeman, Terry Callier en Drew Gress. In 2005 richtte Friedman met trompettist Dave Douglas het label Greenleaf Music op.